# Ağrı
Ağri (tiếng Kurd: Agirî; tiếng Armenia: Քարբեր, đã Latinh hoá: K'arber), được gọi là Karaköse (tiếng Kurd: Qerekose) trước năm 1946 và được thành lập với tên gọi Karakilise (Ottoman: قرهکلیسا) vào năm 1860, là thủ phủ của tỉnh Ağrı ở cuối phía đông của Thổ Nhĩ Kỳ, gần biên giới với Iran, là một thành phố tỉnh lỵ (merkez ilçesi) của tỉnh Ağri, Thổ Nhĩ Kỳ. Thành phố có diện tích 1497 km² và dân số thời điểm năm 2007 là 133592 người, mật độ 89 người/km².

## Khí hậu
| Dữ liệu khí hậu của Ağrı                     | Dữ liệu khí hậu của Ağrı | Dữ liệu khí hậu của Ağrı | Dữ liệu khí hậu của Ağrı | Dữ liệu khí hậu của Ağrı | Dữ liệu khí hậu của Ağrı | Dữ liệu khí hậu của Ağrı | Dữ liệu khí hậu của Ağrı | Dữ liệu khí hậu của Ağrı | Dữ liệu khí hậu của Ağrı | Dữ liệu khí hậu của Ağrı | Dữ liệu khí hậu của Ağrı | Dữ liệu khí hậu của Ağrı | Dữ liệu khí hậu của Ağrı |
| Tháng                                        | 1                        | 2                        | 3                        | 4                        | 5                        | 6                        | 7                        | 8                        | 9                        | 10                       | 11                       | 12                       | Năm                      |
| -------------------------------------------- | ------------------------ | ------------------------ | ------------------------ | ------------------------ | ------------------------ | ------------------------ | ------------------------ | ------------------------ | ------------------------ | ------------------------ | ------------------------ | ------------------------ | ------------------------ |
| Cao kỉ lục °C (°F)                           | 9.6 (49.3)               | 13.0 (55.4)              | 21.5 (70.7)              | 27.2 (81.0)              | 32.7 (90.9)              | 37.9 (100.2)             | 39.8 (103.6)             | 39.9 (103.8)             | 35.3 (95.5)              | 29.2 (84.6)              | 19.8 (67.6)              | 16.0 (60.8)              | 39.9 (103.8)             |
| Trung bình ngày tối đa °C (°F)               | −4.6 (23.7)              | −2.6 (27.3)              | 3.7 (38.7)               | 12.9 (55.2)              | 18.8 (65.8)              | 24.9 (76.8)              | 29.8 (85.6)              | 30.8 (87.4)              | 25.7 (78.3)              | 18.0 (64.4)              | 8.2 (46.8)               | −1.1 (30.0)              | 13.7 (56.7)              |
| Trung bình ngày °C (°F)                      | −10.0 (14.0)             | −8.6 (16.5)              | −1.7 (28.9)              | 6.7 (44.1)               | 11.9 (53.4)              | 16.9 (62.4)              | 21.3 (70.3)              | 21.8 (71.2)              | 16.7 (62.1)              | 9.8 (49.6)               | 1.5 (34.7)               | −6.0 (21.2)              | 6.7 (44.1)               |
| Tối thiểu trung bình ngày °C (°F)            | −14.8 (5.4)              | −13.8 (7.2)              | −6.4 (20.5)              | 1.4 (34.5)               | 5.5 (41.9)               | 8.9 (48.0)               | 12.9 (55.2)              | 13.0 (55.4)              | 7.8 (46.0)               | 2.9 (37.2)               | −3.7 (25.3)              | −10.2 (13.6)             | 0.3 (32.5)               |
| Thấp kỉ lục °C (°F)                          | −45.6 (−50.1)            | −42.8 (−45.0)            | −39.6 (−39.3)            | −22.2 (−8.0)             | −9.0 (15.8)              | −3.0 (26.6)              | 1.7 (35.1)               | 1.2 (34.2)               | −4.1 (24.6)              | −13.0 (8.6)              | −31.6 (−24.9)            | −39.8 (−39.6)            | −45.6 (−50.1)            |
| Lượng Giáng thủy trung bình mm (inches)      | 36.4 (1.43)              | 39.5 (1.56)              | 49.3 (1.94)              | 75.1 (2.96)              | 76.4 (3.01)              | 42.8 (1.69)              | 22.6 (0.89)              | 13.7 (0.54)              | 20.9 (0.82)              | 51.5 (2.03)              | 41.8 (1.65)              | 42.9 (1.69)              | 512.9 (20.19)            |
| Số ngày giáng thủy trung bình                | 7.83                     | 7.47                     | 9.93                     | 14.80                    | 16.37                    | 9.97                     | 6.83                     | 4.77                     | 5.10                     | 9.10                     | 6.43                     | 7.80                     | 106.4                    |
| Số giờ nắng trung bình tháng                 | 71.3                     | 90.4                     | 133.3                    | 171.0                    | 229.4                    | 282.0                    | 313.1                    | 306.9                    | 270.0                    | 210.8                    | 138.0                    | 71.3                     | 2.287,5                  |
| Số giờ nắng trung bình ngày                  | 2.3                      | 3.2                      | 4.3                      | 5.7                      | 7.4                      | 9.4                      | 10.1                     | 9.9                      | 9.0                      | 6.8                      | 4.6                      | 2.3                      | 6.2                      |
| Nguồn: Cơ quan Khí tượng Nhà nước Thổ Nhĩ Kỳ |                          |                          |                          |                          |                          |                          |                          |                          |                          |                          |                          |                          |                          |